# Az emberi test izmainak listája
Ez egy felsorolás az ember anatómiájában ismert összes izomról. Egy átlagos embernek körülbelül 650 vázizma van. A pontos számot nehéz meghatározni, mivel többféle csoportosítása létezik az izmoknak.

## A fej izmai
A fej izmai közé soroljuk a rágó izmokat, a mimikai izmokat és a nyak izmait, mint például a fejbiccentő izmot.